# San Enrique (Iloilo)
San Enrique  is een gemeente in de Filipijnse provincie Iloilo op het eiland Panay. Bij de laatste census in 2010 telde de gemeente ruim 32 duizend inwoners.

## Geografie

### Bestuurlijke indeling
San Enrique is onderverdeeld in de volgende 28 barangays:
| - Abaca - Asisig - Bantayan - Braulan - Cabugao Nuevo - Cabugao Viejo - Camiri - Compo - Catan-Agan - Cubay - Dacal - Dumiles - Garita - Gines Nuevo | - Imbang Pequeño - Imbesad-an - Iprog - Lip-ac - Madarag - Mapili - Paga - Palje - Poblacion Ilawod - Poblacion Ilaya - Quinolpan - Rumagayray - San Antonio - Tambunac |

## Demografie
San Enrique had bij de census van 2010 een inwoneraantal van 32.422 mensen. Dit waren 2.416 mensen (8,1%) meer dan bij de vorige census van 2007. Ten opzichte van de census van 2000 was het aantal inwoners gegroeid met 3.767 mensen (13,1%). De gemiddelde jaarlijkse groei in die periode kwam daarmee uit op 1,24%, hetgeen lager was dan het landelijk jaarlijks gemiddelde over deze periode (1,90%).

De bevolkingsdichtheid van San Enrique was ten tijde van de laatste census, met 32.422 inwoners op 110,28 km², 294 mensen per km².